# Torneo de Umag 2019
El Plava Laguna Croatia Open Umag 2019 fue un torneo de tenis perteneciente al ATP Tour 2019 en la categoría ATP World Tour 250. El torneo tuvo lugar en la ciudad de Umag (Croacia), desde el 15 hasta el 21 de julio de 2019 sobre tierra batida.

## Distribución de puntos
| Modalidad            | Campeón | Finalista | Semifinales | Cuartos de final | 2ª ronda | 1ª ronda | Clasificados | 2ª ronda de clasificación | 1ª ronda de clasificación |
| Individual masculino | 250     | 165       | 100         | 50               | 25       | 0        | 13           | 7                         | 0                         |
| Dobles masculino     | 250     | 150       | 90          | 45               | 20       | 0        | -            | -                         | -                         |

## Cabezas de serie

### Individuales masculino
| Tenista          | Ranking | Preclasificados |
| Fabio Fognini    | 10      | 1               |
| Borna Ćorić      | 14      | 2               |
| Laslo Djere      | 35      | 3               |
| Dušan Lajović    | 36      | 4               |
| Marco Cecchinato | 41      | 5               |
| Filip Krajinović | 52      | 6               |
| Martin Kližan    | 56      | 7               |
| Leonardo Mayer   | 59      | 8               |

- Ranking del 1 de julio de 2019.[2]

### Dobles masculino
| Tenista                       | Ranking | Preclasificados |
| Oliver Marach Jürgen Melzer   | 64      | 1               |
| Robin Haase Philipp Oswald    | 102     | 2               |
| Denys Molchanov Igor Zelenay  | 131     | 3               |
| Leonardo Mayer Andrés Molteni | 141     | 4               |

## Campeones

### Individual masculino
Dušan Lajović venció a  Attila Balázs por 7-5, 7-5

### Dobles masculino
Robin Haase /  Philipp Oswald vencieron a  Oliver Marach /  Jürgen Melzer por 7-5, 6-7(2-7), [14-12]